# Guadalupe (Nuevo León)
Pour les articles homonymes, voir Guadalupe.
Guadalupe est une ville et une municipalité située dans l'État de Nuevo León, au nord du Mexique. Elle fait partie de la région métropolitaine de Monterrey.

## Histoire
La ville a été fondée le 4 janvier 1716, mais le territoire était déjà habitée auparavant. Lorsque Monterrey a été fondée en 1596, les terres de Guadalupe, qui était peuplée par différentes tribus indigènes, a été cédée à Diego de Montemayor, le fondateur de Monterrey. Mais il n'a pas fait usage de ce terrain. En 1627, la zone a été transformée en grandes plantations de canne à sucre de maïs. Au XVIIIe siècle, le propriétaire était Capitán Nicolás Ochoa de Elejalde. Mais le terrain lui a été retirée par le gouvernement espagnol et ce dernier a reconvertis en une mission catholique en février 1715. En 1756, la ville a été rebaptisée Pueblo de la Nueva Tlaxcala de Nuestra Señora de Guadalupe de Horcasitas. Le 5 mars 1825, la ville obtient le statut de municipalité de Nuevo León et classé comme une villa, même si le terme était déjà utilisé depuis de nombreuses années.